# Enric IV el Just
Enric IV el Just   (1256 (Gregorià) - Breslau, 23 de juny de 1290) va ser rei de Polònia del 1288 al 1290. Educat per la jerarquia eclesiàstica i consellers reials, va mostrar sempre gran interès per la cultura. En el seu breu regnat, va apostar per donar més pes a les ciutats, amb lleis germàniques i el foment de la mineria i reformes monetàries per obtenir ingressos. Hi ha rumors d'enverinament al voltant de la seva mort. Es va casar dos cops, la segona amb Matilda de Brandenburg, sense descendència, per la qual cosa va ser succeït per un cosí
L'interès per la cultura d'Enric el va portar a parlar diverses llengües i promoure la cultura cortesana i cavalleresca. Fins i tot el mateix va escriure poesia en alemany com a Minnesänger. En el Còdex Manesse, elaborat pocs anys després de la seva mort, es conserven dues poesies seves (a nom de Heinrich von Pressela) i un retrat.

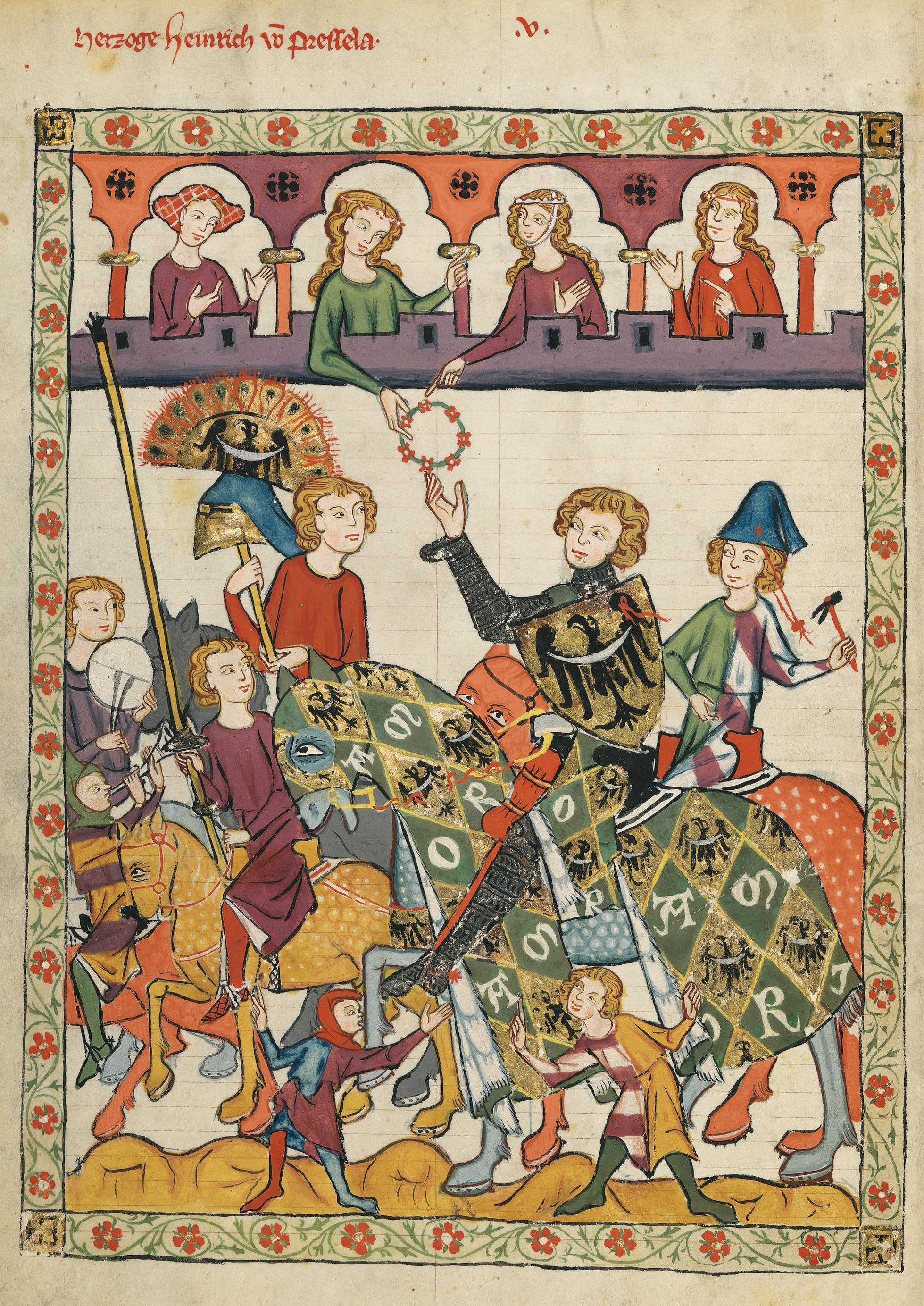
Enric retratat com a Minnesänger en el Còdex Manesse